# Maurice Papon

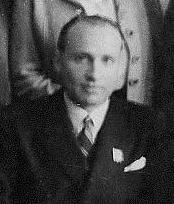
Maurice Papon en 1945

Maurice Papon (Gretz-Armainvilliers, 3 de septiembre de 1910 - Pontault-Combault, 17 de febrero de 2007) fue un político y alto funcionario francés, que ocupó diversos cargos en la administración entre 1931 y 1981, entre ellos el de secretario general de la prefectura del departamento de Gironda (Burdeos), prefecto de Constantina, en Argelia, el de jefe de la policía de París durante la masacre de París de 1961, y el de ministro del presupuesto en el gobierno de Raymond Barre de 1978 a 1981. En ese mismo año, 1981, el diario Le canard enchaîné denunció la colaboración documentada de Papon con los nazis, mientras era funcionario del régimen de Vichy y su participación en la persecución de judíos durante la Segunda Guerra Mundial por lo que fue procesado y condenado a prisión como criminal de guerra en 1998.

## Biografía
Nació en el pueblo de Gretz-Arminvilliers, en el departamento de Sena y Marne en 1910. Comenzó su carrera política en 1931, con 21 años, tras estudiar Derecho y Letras. Ocupó diversos cargos en los sucesivos gobiernos franceses, incluyendo el régimen de Vichy bajo la ocupación alemana, periodo en el que fue el responsable de la deportación de 1.645 judíos franceses, como secretario general de la prefectura de Gironda (con capital en Burdeos a cargo de asuntos judíos), la mayor parte de los cuales pereció en los campos de concentración nazis. Fue más allá de lo que le pedían en Alemania, añadiendo centenares de niños. Llegada la liberación de Francia aparentó ser gaullista, lo que hizo que mantuviera su puesto y se salvara de las depuraciones. Entre 1949 y 1954 fue prefecto en Argelia, época en la que la tortura era usada habitualmente en la guerra sucia contra los independentistas argelinos. Al volver a Francia se convirtió en prefecto de París. El 17 de octubre de 1961, como jefe de policía dirigió la represión de manifestantes argelinos, que pudo provocar unas 300 muertes. Muchos cuerpos se tiraron al Sena y aparecieron semanas después en otros pueblos. No obstante, consiguió ocultar la masacre con la complicidad de De Gaulle. A finales de los sesenta fue elegido diputado. Entre 1978 y 1981 fue Ministro de Presupuesto. De 1981 a 1983 fue alcalde de Saint-Amand-Montrond.
En 1981, el periódico Le canard enchaîné publicó documentos con su firma que revelaron su participación en el Holocausto. En 1998, tras 17 años de juicios, fue condenado por crímenes contra la humanidad y sentenciado a diez años de cárcel. Papon agotó todas las vías de recurso y siempre reivindicó su inocencia. Intentó fugarse a Suiza, pero le capturaron y permaneció encarcelado tres años, aunque le liberaron en 2002, a los 92 años, por su estado de salud.
El 8 de febrero de 2007 fue hospitalizado en el hospital de Pontault-Combault, para ser operado el 13 de febrero por una insuficiencia cardíaca. Finalmente no se pudo hacer nada por él, y falleció el 17 de febrero, con casi 97 años de edad.